# 스물여섯 그리고...
스물여섯 그리고...는 2013년 12월 27일, 12월 28일 양일간 대한민국 올림픽공원 올림픽홀에서 열린 가수 윤하의 콘서트이다.

## 셋리스트

### 1부
1. Subsonic
2. 시간을 믿었어
3. 없어
4. 스물 두 번째 길
5. Run (Acoustic ver.)
6. 괜찮다
7. 오늘 헤어졌어요
8. 우리가 헤어진 진짜 이유
9. 오늘 서울은 하루종일 맑음
10. 기다리다
11. 소나기

### 이벤트(Voice With 윤하)
이전에 진행된 오디션을 통해 선발된 두 팬과 함께 듀엣송을 부르는 시간을 가졌다.
12월 27일에는 여자 팬과 함께 이소라의 믿음을, 12월 28일에는 남자 팬과 함께 윤하의 우린 달라졌을까를 듀엣으로 불렀다.

### 2부
1. Dream a little dream of me
2. OST 메들리 (눈물이 한 방울, 멀리서 안부, 그 거리)
3. It's Beautiful
4. Gossip Boy
5. One Shot
6. Delete
7. Rock Like Stars
8. 비밀번호 486

### 앙코르
1. 텔레파시
2. 혜성
3. 좋아해
4. Home